# 血腥萬聖夜
《血腥萬聖夜》（英語：Haunt）是一部2019年美國砍殺電影，由史考特·貝克和布萊恩·伍茲合作執導兼編劇，凱蒂·史蒂文斯、威爾·布里坦與蘿琳·麥萊恩。講述一群青少年男女在萬聖夜發現了一間保證「極度恐怖」的鬼屋，在探險過程中他們意識到經歷的噩夢皆為真實，甚至小命不保。
電影先於2019年8月9日的爆米花驚嚇影展（Popcorn Frights Film Festival）上舉行全球首映，8月23日登上驚魂節影展舉行國際首映，9月13日在美國有限上映。《血腥萬聖夜》在影評界獲得正面居多的評價。

## 演員
- 凱蒂·史蒂文斯（英语：Katie Stevens）飾演哈波（Harper）
- 威爾·布里坦（英语：Will Brittain）飾演奈森（Nathan）
- 蘿琳·麥萊恩（英语：Thriii）飾演貝莉（Bailey）
- 安德魯·考德威爾（英语：Andrew Caldwell (actor)）飾演伊凡（Evan）
- 莎茲·拉雅（Shazi Raja）飾演安吉拉（Angela）
- 絲凱勒·海爾福德（Schuyler Helford）飾演瑪洛瑞（Mallory）
- 錢尼·莫羅（Chaney Morrow）飾演幽靈（Ghost）
- 賈斯汀·馬克森（Justin Marxen）飾演小丑（Clown）
- 達米安·馬菲（英语：Damian Maffei）飾演魔鬼（Devil）
- 山繆·杭特（英语：Samuel Hunt (actor)）飾演山姆（Sam）

## 上映
《Haunt》于2019年8月8日在佛罗里达州劳德代尔堡的Popcorn Frights电影节上举行了全球首映，并于2019年8月23日在伦敦FrightFest电影节举行了国际首映。 《Haunt》的洛杉矶首映于2019年9月7日在中国戏院埃及剧院举行。 该片于2019年9月13日由Momentum Pictures进行有限上映。 随后，《Haunt》在Shudder（流媒体服务）上线，成为2019年收视率最高的电影首映。

### 评价
在评论聚合网站烂番茄上，该片在49条评论中获得了71%的好评率，平均得分为6.3/10。该网站的评论共识写道：“《Haunt》受到其明显灵感来源的影响，但仍具备足够的惊吓与刺激，能令喜欢鬼屋体验的恐怖片影迷感到满意。” 在Metacritic上，根据5位评论家的评分，该片的加权平均分为100分中的69分，表明“总体好评”。 阿尔伯特·诺维茨基将该片列入《Prime Movies》评选的“史上最佳万圣节电影”榜单中。

## 外部連結
- 互联网电影数据库（IMDb）上《血腥萬聖夜》的资料（英文）
- Metacritic上《血腥萬聖夜》的資料（英文）
- 爛番茄上《血腥萬聖夜》的資料（英文）